# 東五軒町
東五軒町（ひがしごけんちょう）は、東京都新宿区の町名。住居表示実施済み地域であり、「丁目」の設定がない単独町名である。

## 概要
新宿区の北東部に位置する。牛込地域に属し、牛込の名を冠して牛込東五軒町とも呼ばれる。町域の北は目白通りを境に文京区水道二丁目・一丁目に接し、東は、新宿区新小川町に、南は新宿区筑土八幡町・白銀町に、西は新宿区赤城元町・西五軒町にそれぞれ接する。
地域内は住宅の他、オフィスビルが混在している地域になっている。また、地域内には、印刷・製本関連の企業が点在している。

## 歴史
1982年（昭和57年）に従前の町名・町界を継承する形で住居表示が実施された。

## 世帯数と人口
2025年（令和7年）3月1日現在（新宿区発表）の世帯数と人口は以下の通りである。
- 世帯数 : 1,355世帯
- 人口 : 2,368人

### 人口の変遷
国勢調査による人口の推移。
| 年                 | 人口  |
| ------------------ | ----- |
| 1995年（平成7年）  | 653   |
| 2000年（平成12年） | 981   |
| 2005年（平成17年） | 1,634 |
| 2010年（平成22年） | 1,683 |
| 2015年（平成27年） | 2,213 |
| 2020年（令和2年）  | 2,436 |

### 世帯数の変遷
国勢調査による世帯数の推移。
| 年                 | 世帯数 |
| ------------------ | ------ |
| 1995年（平成7年）  | 452    |
| 2000年（平成12年） | 505    |
| 2005年（平成17年） | 881    |
| 2010年（平成22年） | 936    |
| 2015年（平成27年） | 1,148  |
| 2020年（令和2年）  | 1,321  |

## 学区
区立小・中学校に通う場合、学区は以下の通りとなる（2018年8月時点）。
- 区域 : 全域
  - 小学校 : 新宿区立江戸川小学校
  - 中学校 : 新宿区立牛込第三中学校

## 交通
路線バス
都営バスが利用可能である。

## 事業所
2021年（令和3年）現在の経済センサス調査による事業所数と従業員数は以下の通りである。
- 事業所数 : 100事業所
- 従業員数 : 2,869人

### 事業者数の変遷
経済センサスによる事業所数の推移。
| 年                 | 事業者数 |
| ------------------ | -------- |
| 2016年（平成28年） | 79       |
| 2021年（令和3年）  | 100      |

### 従業員数の変遷
経済センサスによる従業員数の推移。
| 年                 | 従業員数 |
| ------------------ | -------- |
| 2016年（平成28年） | 3,315    |
| 2021年（令和3年）  | 2,869    |

### 主な企業
- トーハン本社
- 双葉社
- ゼブラ本社
- エンジェル出版
- 八洋本社

## 施設
- 東五軒公園
- 東五軒町地域交流館

## 出身・ゆかりのある人物
- 鳩山一郎（弁護士、衆議院議員、内閣総理大臣） - 東五軒町で出生。
- 中川俊思（衆議院議員） - 広島県人で、東京の自宅住所が東五軒町。衆議院議員中川秀直の義父、衆議院議員中川俊直の祖父。
- 藤島範平（日本郵船取締役）[15] - 三重県人で、東五軒町に居住していた[15]。日本銀行監事藤島敏男の父。

## その他

### 日本郵便
- 郵便番号 : 162-0813[3]（集配局 : 牛込郵便局[16]）。